# Euonymus theifolius
Euonymus theifolius là một loài thực vật có hoa trong họ Dây gối. Loài này được Wall. ex M.A.Lawsen mô tả khoa học đầu tiên năm 1875.